# Konformität
Konformität oder Konformismus ist die Übereinstimmung einer Person mit den Normen eines gesellschaftlichen, inhaltlichen oder ethischen Kontextes. Konformität kann im inneren Bedürfnis nach einem Gefühl der Zugehörigkeit und der Sehnsucht nach Integration durch Assimilation wurzeln oder ein Ergebnis des äußeren Konformitätsdrucks der umgebenden Gesellschaft oder der Bezugsgruppe sein.
„Konformismus“ bezeichnet mit kritischem Beiklang eine Haltung, die sich im Lebensvollzug und in der Entscheidungsfindung überdurchschnittlich stark, unter Aufgabe eigener Individualität, an den Normen und Meinungen der Mehrheit der Gesellschaft beziehungsweise der Bezugsgruppe orientiert. Der Gegensatz dazu ist Nonkonformismus oder auch Individualismus. Hierbei strebt das Individuum vergleichsweise stark eigene selbständige Entscheidungen an. Individualismus ist dabei ein vielschichtiger Begriff, der neben der Bedeutung im Gegensatz zu Konformismus auch ein Gedankensystem bezeichnet, dessen Gegensatz Kollektivismus ist. Die westdeutsche 68er-Bewegung beispielsweise protestierte gegen einen von ihr konstatierten Konformismus in der Gesellschaft der Nachkriegszeit, der unter anderem an einer einheitlichen strengen Kleiderordnung, aber auch in durch Massenmedien vereinheitlichten Meinungen im Mainstream sichtbar gewesen sei. Aber auch heute wächst unter dem sich verschärfenden wirtschaftlichen Wettbewerb der Druck auf das Individuum, sich den Anforderungen der Märkte gegenüber konform zu verhalten.

## Begriffsherkunft
Die Begriffe Konformismus und Nonkonformismus sind mit der englischen Religionsgeschichte verbunden. So war unter einem Nonconformist ursprünglich jemand zu verstehen, der sich der englischen Staatskirche nicht unterworfen hatte. In der Folge wurde dies zur Bezeichnung für jemanden, der sich der herrschenden Meinung nicht anschloss. Nonkonformismus erhielt so die Konnotation von persönlicher Unabhängigkeit und Courage.

## Sozialpsychologie
Konformität als ein Begriff aus der Sozialpsychologie bezeichnet das Übereinstimmen der Einstellungen oder des Verhaltens eines Individuums mit anderen Menschen, zum Beispiel den allgemein anerkannten Normen und Werten seiner Bezugsgruppe bzw. einer Gesellschaft als Ganzes.
Walther Moede beobachtete Anfang des 20. Jahrhunderts, dass bei individuellen Leistungsunterschieden in einer Schulgruppe die Tendenz besteht, sich anzugleichen. Solche, die allein arbeitend sehr gute Leistungen aufwiesen, sanken in der Gruppe ab, während bei Schülern mit vergleichsweise schlechten Leistungen eine Verbesserung in der Gruppe festgestellt werden konnte.
Sozialpsychologen unterscheiden hierbei in zwei Ursachen für Konformität:
- den informativen Einfluss, der deshalb eine Verhaltensanpassung bewirkt, weil die Mitmenschen eine Informationsquelle sein können, wenn das Individuum unsicher ist, weil es die Situation nicht einschätzen kann (zum Beispiel in einer Krise wie einem Unfall oder einer Naturkatastrophe), oder nicht weiß, wie etwas gemacht wird, und
- den normativen Einfluss von sozialen Gruppen. Dieser sorgt dafür, dass das Individuum im Kollektiv nicht durch deviantes Verhalten auffällt, sondern sich den Gruppennormen konform verhält.

Beispiele finden sich im Stanford-Prison-Experiment. Per Losentscheid wurde freiwilligen Studenten die Rolle eines Gefangenen oder Wärters zugeteilt. Schon nach wenigen Stunden wurde aus der anfänglichen Verhaltensunsicherheit ein homogenes Rollenverhalten. Der informative Einfluss bestand aus dem Verhalten der anderen und dem, was die Einzelnen (aus vergleichbaren Situationen oder aus den Medien) über das „richtige“ Verhalten eines Wärters oder Gefangenen zu wissen glaubten. Der normative Einfluss bestand in der tatsächlichen oder nur erwarteten Sanktionierung bei Abweichung von diesem Verhalten.
Das Idealbild vom weiblichen Körper unterliegt über die Zeit erheblichen Schwankungen und hängt unter anderem vom sozialen Einfluss ab (weitere Faktoren sind u. a. Ernährungssicherheit und Klima). Hier ist sowohl informativer Einfluss („Welche Figur haben die anderen, welche Figur haben Vorbilder/Stars?“) als auch normativer Einfluss (Hohn und Spott bei starker Abweichung vom Ideal) am Werk. Ein Drittel der 12- bis 13-jährigen Mädchen der USA versuchen gegenwärtig, ihr Gewicht mit Hilfe von Tabletten, Erbrechen oder Diäten zu reduzieren.
Der soziale Einfluss einer Autorität wurde in verschiedenen Variationen des Milgram-Experiments untersucht. Der Nachweis, dass informativer Einfluss zur Konformität beitrug, wurde dadurch erbracht, dass die Probanden weniger gehorsam waren, wenn die Anweisungen von einem „Laien“ gegeben wurden. Waren Konfidenten (getarnte Eingeweihte) anwesend, die die Anweisungen des autoritären Versuchsleiters in Frage stellten, waren die Probanden ebenfalls weniger gehorsam, was den normativen Einfluss deutlich macht, dem sie ausgesetzt waren.

### Informativer sozialer Einfluss
Ein klassisches Experiment zum informativen sozialen Einfluss ist das von Muzaffer Şerif, bei dem sich die Entfernungsschätzungen der Versuchspersonen immer mehr anglichen. Die so gefundene Gruppenübereinkunft wurde zu einer stabilen Überzeugung der Einzelnen (sogenannte private Akzeptanz).
Wer unsicher ist, was zu tun ist, schaut sich danach um, was die anderen tun.
Wenn die auch nicht wissen, was zu tun ist, tut niemand etwas. Diese sogenannte pluralistische Ignoranz ist im Verein mit Verantwortungsdiffusion („Warum soll ich helfen, wenn es auch andere tun können?“) der häufigste Grund für unterlassene Hilfeleistung in Gruppen. Informativer Einfluss wird auch für die von Orson Welles’ Hörspiel Krieg der Welten verursachte Massenpanik mitverantwortlich gemacht.

### Normativer sozialer Einfluss
Als wohl bekannteste experimentelle Grundlage ist hierbei das Konformitätsexperiment nach Asch zu erwähnen. In einer aus sieben Personen bestehenden Gruppe gaben sechs der involvierten Studenten stets bewusst falsche Urteile ab. Ziel des Experiments war es herauszufinden, inwiefern sich der Konformitätsdruck der Gruppe auf die verbliebene Versuchsperson auswirkte.
Die 1981 aufgestellte Social-Impact-Theory des Psychologen Latané stellte zudem bestimmte Bedingungen auf, unter denen ein Mensch am ehesten dem normativen Einfluss einer Gruppe nachgeben wird. Die drei Variablen hießen dabei:
- Gruppengröße: Der Einfluss steigt bis zu einer Größe von 4 weiteren Mitgliedern stark an, bis 7 noch mal ein wenig und bleibt dann konstant (im Experiment von Asch)
- wie wichtig dem Betroffenen die Mitgliedschaft in dieser Gruppe ist
- sowie die Präsenz der Gruppe in räumlicher sowie zeitlicher Hinsicht zum Einzelnen. Ergo die Verfügbarkeit der Gruppennormen im Gedächtnis.[5]

### Wichtigkeit der Entscheidung
Robert Baron variierte in seinem Experiment von 1996 zusätzlich, wie wichtig die Entscheidung für die Versuchsperson war, indem er in der „unwichtig“-Bedingung die Instruktion gab, es handele sich lediglich um eine Vorstudie, während in der „wichtig“-Bedingung angeblich die Eignung der Versuchsperson als Augenzeuge überprüft wurde und auch Geld für gute Leistungen zu verdienen war. Die Aufgabe bestand darin, das Bild eines Tatverdächtigen aus einer Auswahl herauszufinden. Drei Konfidenten (getarnte Mitarbeiter Barons) gaben immer eine falsche Antwort. Bei einer Darbietungszeit von 0,5 Sekunden war die Aufgabe nahezu unlösbar, weshalb informativer Einfluss griff und sich in der „wichtig“-Bedingung 51 % der Probanden der (falschen) Meinung der Gruppe anschlossen, während in der „unwichtig“-Bedingung 65 % bei ihrer eigenen Meinung blieben.
Bei einer Darbietungszeit von 5 Sekunden war die Aufgabe leicht lösbar, weshalb die falsche Meinung der Konfidenten normativen Einfluss ausübte. In der „wichtig“-Bedingung gaben jedoch nur noch 16 % der Probanden dem Gruppendruck nach, während es in der „unwichtig“-Bedingung 33 % waren.

### Private Akzeptanz oder öffentliche Folgsamkeit
Wer sein Verhalten den (tatsächlichen oder bloß vermuteten) Vorstellungen Anderer anpasst, wer also unter sozialem Einfluss steht, kann sich die maßgeblichen Normen zu eigen machen oder nicht. Im ersten Fall spricht man von privater Akzeptanz, im zweiten von öffentlicher Folgsamkeit (im engl. Original public compliance). Eine mögliche Ursache für private Akzeptanz ist die Einschätzung, dass die Norm von Experten aufgestellt wurde. Daher führt informativer Einfluss häufiger zu privater Akzeptanz als normativer Einfluss. Eine weitere mögliche Ursache ist nach der Theorie der kognitiven Dissonanz das Fehlen einer externen Rechtfertigung. So kann man sich zum Beispiel während der Militärzeit der geltenden Disziplin unterwerfen, im Privatleben jedoch zu seinen eigenen Normen zurückkehren. Wer hingegen einer bestimmten Gruppe zugehören möchte, übernimmt mit dem angepassten Verhalten auch die Überzeugung, dass diese Normen die richtigen sind.
Rüdiger Peuckert unterscheidet in seiner generellen Konformitätstheorie in Übereinstimmung mit anderen Autoren zwischen Anpassungskonformität und Einstellungskonformität. Erstere betrifft das Verhalten, das an dasjenige der Referenzgruppe angepasst wird, letztere die inneren Überzeugungen. Die generelle Konformitätstheorie lautet: „Wenn der bei konformem (nicht-konformem) Verhalten erwartete Gesamtgewinn größer ist als der bei nicht-konformem (konformem) Verhalten erwartete Gesamtgewinn, dann verhält sich die Person konform (nicht-konform).“ Nach Peuckert führt der subjektiv erwartete Gesamtgewinn einer Person zur Wahl der dafür geeigneten Handlungsalternative und somit zu konformem bzw. nicht-konformem Verhalten (vgl. Kosten-Nutzen-Modell von Piliavin).

### Deindividuation
Deindividuation durch Anonymität in einer Gruppe verstärkt beim Einzelnen die Bereitschaft zu gruppenkonformem Verhalten. Ein Beispiel ist das grundlose Lachen in einer Lachyoga-Gruppe. Falls gewalttätiges Verhalten zur Gruppennorm gehört, kann Deindividuation, zum Beispiel durch Maskierung und Einheitskleidung wie beim Ku Klux Klan oder dem Schwarzen Block, Verhalten hervorbringen, das Normen des Individuums oder der Gesellschaft verletzt.